# Gualicho

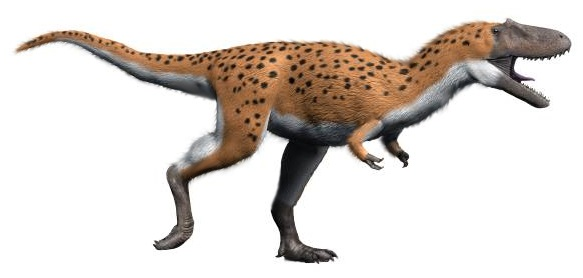
Gualicho shinyae

Gualicho shinyae is een vleesetende theropode dinosauriër, behorend tot de Tetanurae, die tijdens het late Krijt leefde in het gebied van het huidige Argentinië.

## Vondst en naamgeving
In 1999 vond de Argentijnse paleontoloog Sebastián Apesteguía in de provincie Río Negro op de oostelijke oever van het Ezequiel Ramos Mexía-reservoir een groeve met veel fossielen, Violante's Field of Rancho Violante genaamd. In 2007 ondernam hij een kleine expeditie met Amerikaanse onderzoekers om wat van de beenderen op te graven. Op 13 februari 2007 ontdekte Akiko Shinya, hoofdpreparatrice van het Field Museum of Natural History, op de noordelijke helling van de Meseta de la Rentería het skelet van een nog onbekende theropodesoort. In 2011 kwam in een krantenartikel naar buiten dat het in de bedoeling lag het dier Nototyrannus violantei te gaan noemen. Indertijd had men wegens de vorm van de hand de indruk dat het om een lid van de Tyrannosauroidea zou gaan. Daar kwam men later van terug en deze naam is een onbeschreven nomen nudum.

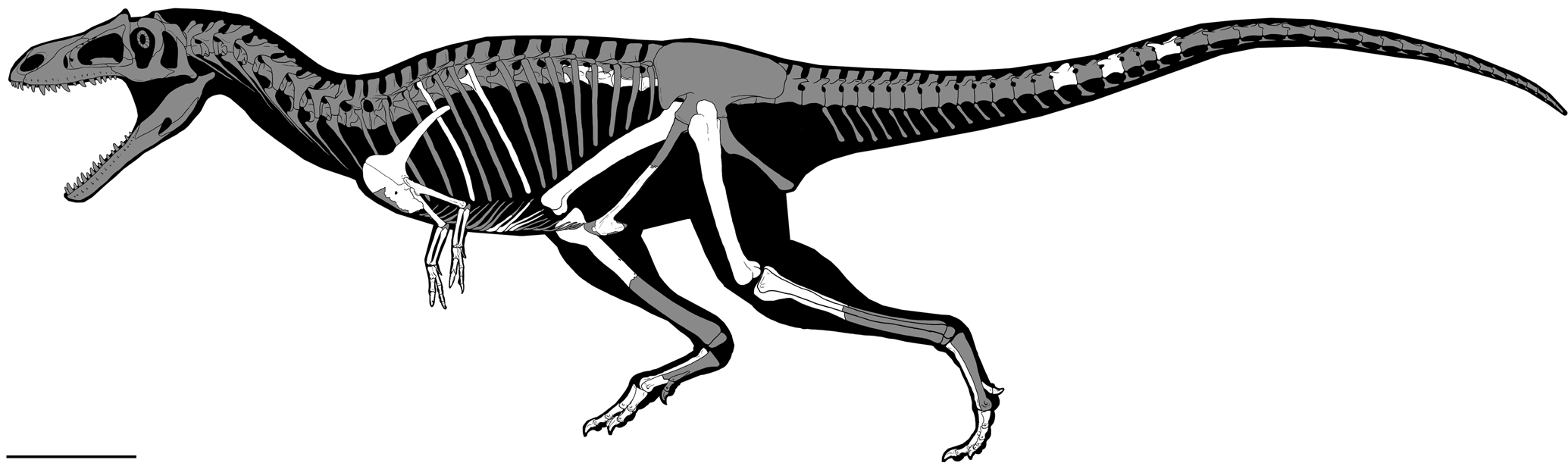
Een diagram van de bewaarde botten van Gualicho

In 2016 werd de typesoort Gualicho shinyae benoemd en beschreven door Apesteguía, Nathan D. Smith, Rubén Juárez Valieri en Peter J. Makovicky. De geslachtsnaam is afgeleid van de Gualichu, een demon uit de plaatselijke folklore. Deze naam is zelf afgeleid van Watsiltsüm, een dierengodin uit de mythologie van de cultuur van de Gennaken, ofwel günün-a-künna, de noordelijke tak van het Tehuelche. Aanleiding voor de naam was dat Makovicky bij het bevoorraden van de vindplaats een keer met zijn vrachtwagen kantelde, wat hij weet aan een kwade geest. De soortaanduiding eert Shinya als ontdekster.
Het holotype, MPCN PV 0001, is gevonden in een laag van de Huncuilformatie die dateert uit het Cenomanien-Turonien, ongeveer drieënnegentig miljoen jaar geleden. Het bestaat uit een gedeeltelijk skelet zonder schedel. Bewaard zijn gebleven: een reeks van vier ruggenwervels, een korf buikribben, middelste staartwervels, ribben, de linkerschoudergordel, de linkervoorpoot, de rechteronderarm, de uiteinden van beide schaambeenderen, het rechterdijbeen, de onderkant van het linkerdijbeen, de bovenkant van een rechterscheenbeen en een rechterkuitbeen, elementen van beide middenvoeten en drie volledige dragende tenen van de rechtervoet. De botelementen lagen in anatomische positie, maar de rest van het skelet was weggeërodeerd.
Onmiddellijk na de publicatie werd door onderzoekers gesuggereerd dat Gualicho een jonger synoniem zou zijn van de enkele weken eerder benoemde Aoniraptor, ook uit de Huncuilformatie afkomstig en de Rancho Violante-vindplaats en alleen bekend van de staartwervels.

## Beschrijving

### Grootte en onderscheidende kenmerken

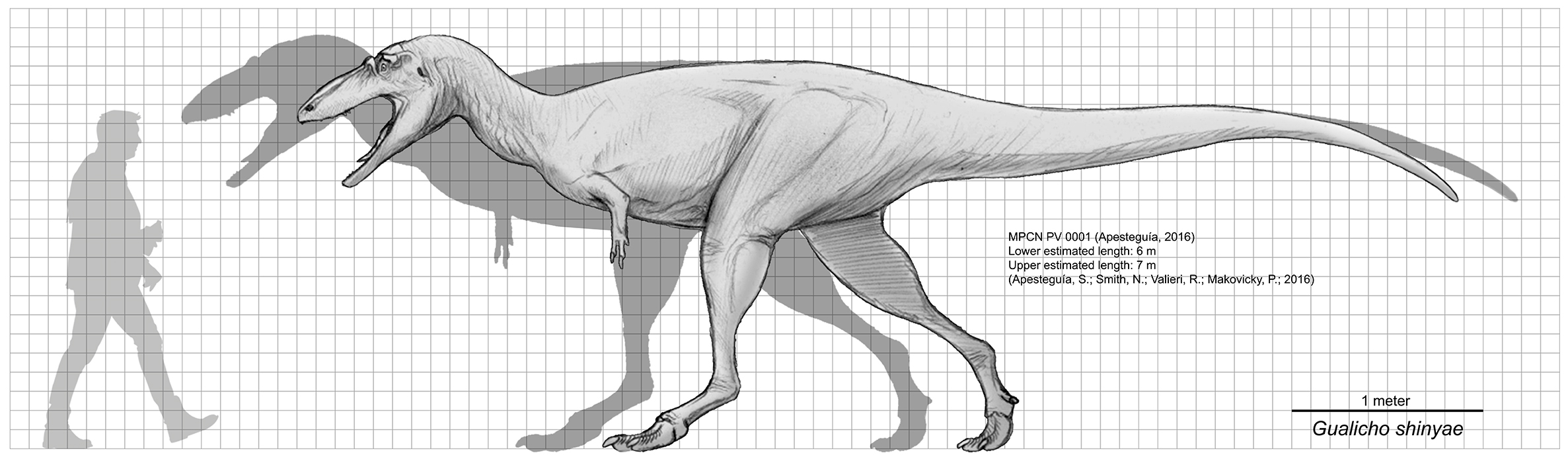
Een vergelijking in grootte met een mens

Gualicho heeft een geschatte lengte van ongeveer zes meter bij een gewicht van een halve ton. Het rechterdijbeen heeft een lengte van 775 millimeter.
De beschrijvers stelden verschillende onderscheidende kenmerken vast. Dit waren geen autapomorfieën, unieke afgeleide eigenschappen, maar vormden wel een unieke combinatie. De achterste ruggenwervels zijn zeer langgerekt en hebben spleetvormige pneumatische openingen. Het schouderblad is smal met een golvende achterrand en vooraan een ondiepe inkeping tussen de processus acromialis en het blad. De voorpoot is verkort met gereduceerde aanhechtingen voor de spieren en een hand met maar twee functionele vingers. Het eerste en tweede middenhandsbeen zijn bovenaan vergroeid terwijl het derde middenhandsbeen gereduceerd is tot een splinter. De schaambeenderen zijn nauwelijks verbonden door een beenschort, maar hun "voeten" zijn lang, scherp en overdwars afgeplat. De kop van het dijbeen is naar binnen en boven gericht. De onderste gewrichtsknobbels van het dijbeen zijn verkleind. Het kuitbeen heeft op de bovenste achterrand een grote groeve met een aanliggende richel. De aanhechting op het kuitbeen voor de musculus iliofibularis heeft de vorm van een richel. Bij het derde middenvoetsbeen is bovenaan de achterzijde breed maar de voorzijde toegeknepen zodat de middenvoet antarctometatarsaal is. De voetklauwen hebben enkele "bloedgroeven" met een kleine spoor of bult nabij het boveneind.

### Skelet

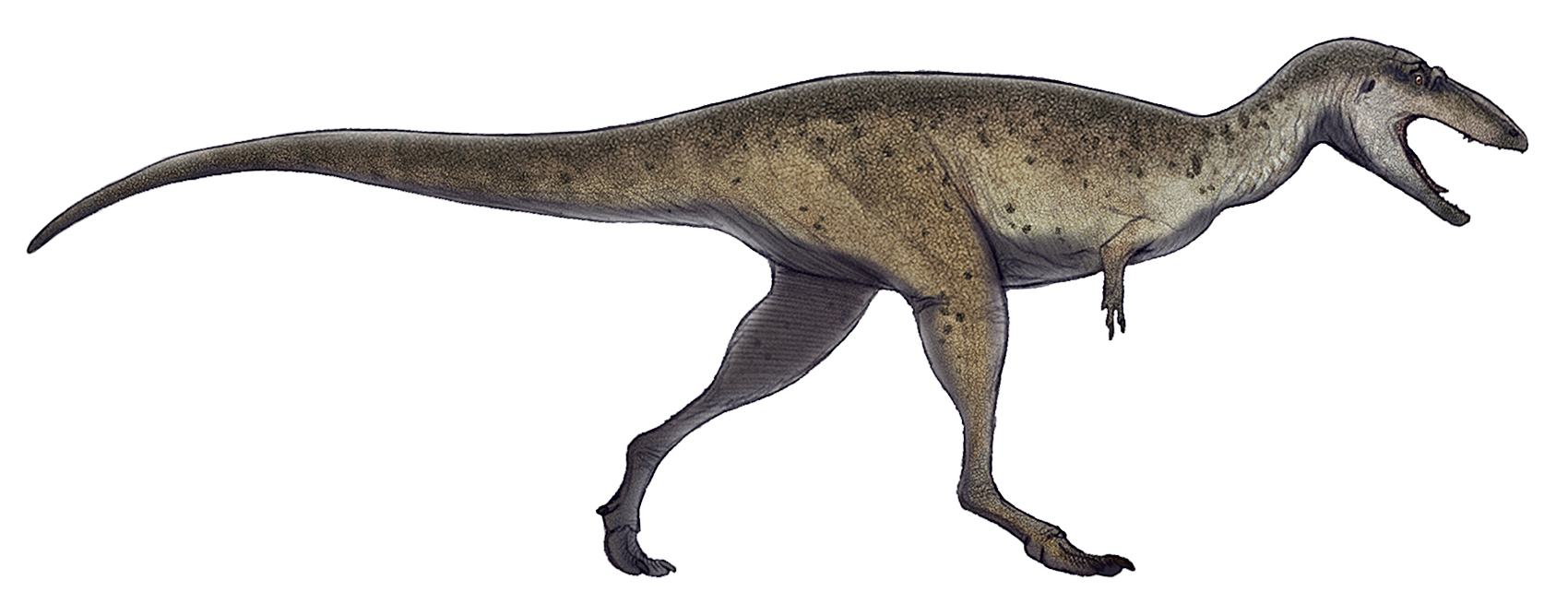
Gualicho is langgerekt

De achterste ruggenwervels zijn zeer gerekt, ongeveer tweeënhalf maal zo lang als hoog, waarden die zeldzaam zijn in de Theropoda, maar geëvenaard worden bij Masiakasaurus, Siats en Elaphrosaurus. Zoals bij meer Carcharodontosauria zijn er spleetvormige pleurocoelen of althans groeven die daar op lijken want een echte doorboring kon niet worden vastgesteld wegens beschadigingen. De middelste staartwervels hebben vrij lange voorste gewrichtsuitsteeksels en doornuitsteeksels met een zadelvormig bovenvlak dat echter niet gevorkt kan worden genoemd.
De korf buikribben of gastralia telt zestien of zeventien rijen waarvan de helften in het midden breed vergroeid zijn. De gastralia hebben geen facetten voor het contact met achterliggende rijen. De gastralia lijken niet gepneumatiseerd te zijn.
Het schouderblad is vrij smal, tien maal langer dan breed. Dit is het geval bij veel afgeleide tetanuren maar Gualicho wijkt daarvan af doordat het blad ook vrij kort is net als bij Deltadromeus. Net als bij die laatste loopt het blad ook naar boven taps toe. De voorrand is over een belangrijke breedte erg dun overdwars; de beenplaat die zo gevormd wordt is van de processus acromialis gescheiden door een brede en ondiepe inkeping. Opnieuw is dit een overeenkomst met Deltadromeus. Het blad staat schuin in plaats van haaks op de processus acromialis. Het schoudergewricht heet bovenaan en onderaan een naar achteren gericht lipje, een kenmerk dat men eerder bij Ceratosauria zou verwachten. Op het ravenbeksbeen ontbreekt een bult voor de aanhechting van de musculus biceps brachii. Het ravenbeksbeen is sterk naar achteren gehaakt zoals typisch voor de Allosauria.
Het opperarmbeen, 286 millimeter lang, is zeer recht. De kop vormt een overdwars gerichte ovaal. De binnenhoek is overdwars dun en heeft geen groeve aan de achterste binnenkant. De deltopectorale kam is laag en kort met maar een kwart van de schachtlengte, net als bij Deltadromeus. De punt ervan is verdikt tot een verticale lobvormige ovaal, een typisch kenmerk van de Allosauroidea. De achterzijde heeft een ruw kuiltje, de aanhechting voor de Musculus scapulohumeralis posterior. De onderzijde van het opperarmbeen is zwak ontwikkeld. Er zijn geen diepe troggen in de zijkanten, geen oplopende beenstijlen en de onderste gewrichtsknobbels zijn niet overdwars verbreed. Ze zijn alleen van voren gescheiden door een kleine groeve. Hoewel de buitenste knobbel veel sterker van voor naar achteren verbreed is dan de binnenste, moet in het algemeen de musculatuur zwak geweest zijn. Ook de ellepijp is recht met boven achteraan maar een kleine afgeronde processus olecrani; het onderste uiteinde is niet verbreed. Het spaakbeen is ongeveer even breed als de ellepijp. Onder de ellepijp bevindt zich een halvemaanvormig polsbeentje en daarnaast een kleiner scafolunare.

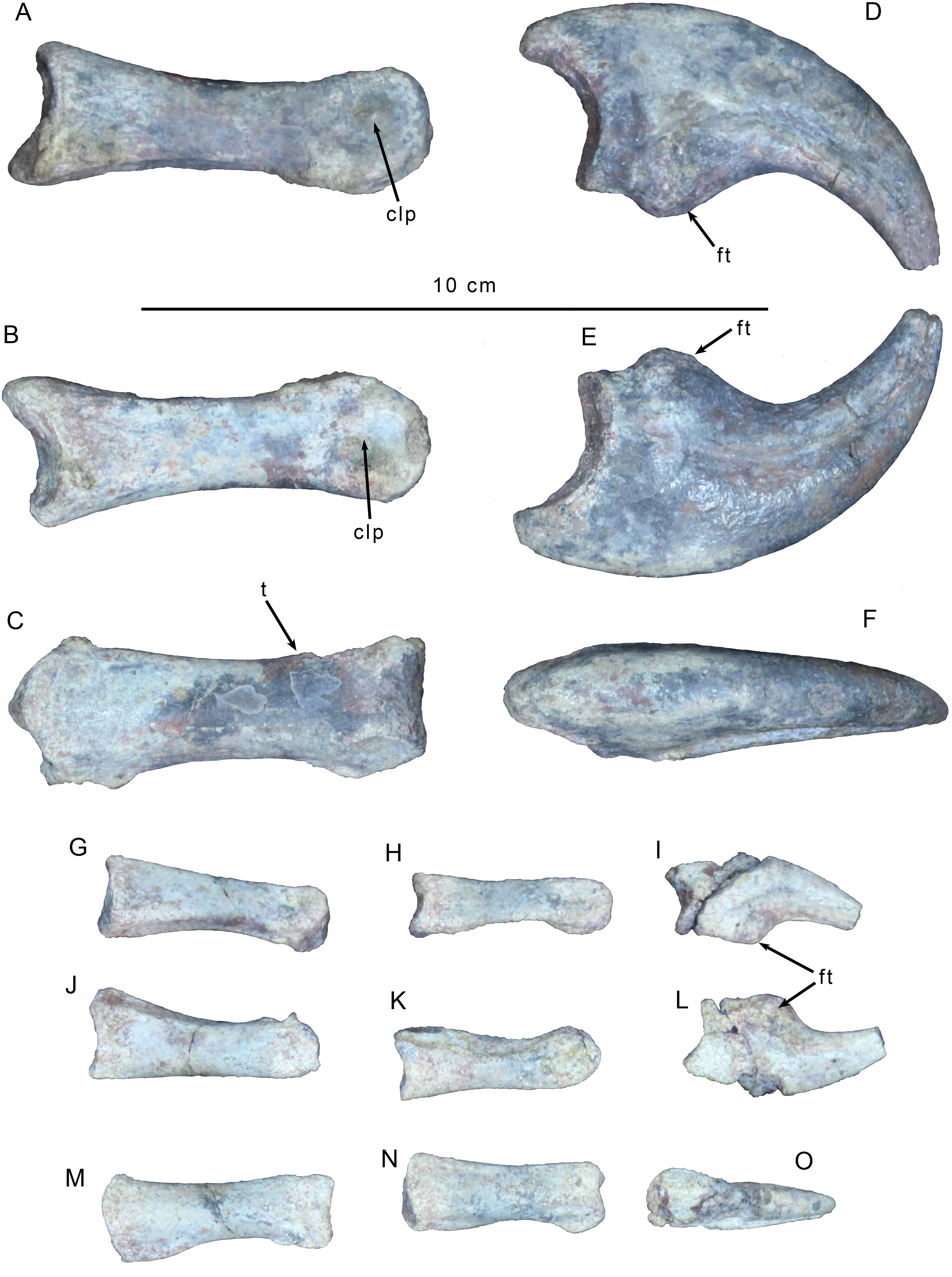
De eerste en tweede vinger van de linkerhand

In de hand is het eerste middenhandsbeen het meest robuuste element, tweemaal zo breed als het tweede middenhandsbeen maar minder dan half zo lang. Het bovenste gewrichtsvlak heeft geen verbreed binnenste uitsteeksel en het onderste gewrichtsvlak is breder. Het is niet gewrongen zodat de eerste vinger niet afstaat. Boven de binnenste gewrichtsknobbel bevindt zich een grotere bult dan boven de buitenste knobbel, een patroon dat ook de andere vingerkootjes tonen. Het smallere tweede middenhandsbeen is bovenaan met het eerste vergroeid. Het derde middenhandsbeen is zeer dun met een derde van de dikte van het tweede middenhandsbeen en ongeveer even lang als het eerste. De beschrijvers achtten het onwaarschijnlijk dat het een vinger droeg. De eerste vinger is tweemaal zo breed als de tweede vinger. De vinger draagt een grote, sterk gekromde, duimklauw, die niet zo smal is als bij de meeste Neovenatoridae. De punt reikt tot beneden het niveau van de robuuste, edoch lage, bult voor de aanhechting van de buigende pees, en de lengte is tweemaal de achterste hoogte net als bij andere theropoden met grote duimklauwen zoals Baryonyx en Torvosaurus. De "bloedgroeven" zijn enkelvoudig. Bij de tweede vinger is het eerste kootje het langst maar korter dan alle middenhandsbeenderen. De tweede handklauw is veel kleiner dan de eerste en minder gekromd. Ook hier zijn de bloedgroeven enkelvoudig.
De schaambeenderen zijn robuust en zijn over de onderste helft verbonden door een smal beenschort dat niet doorboord is door een foramen pubicum. Het schaambeen heeft aan het onderste uiteinde een "voet" met een voorste en achterste uitsteeksel. De voet is overdwars sterk afgeplat, net als bij Deltadromeus, en in zijaanzicht verticaal tamelijk smal. Beide voeten zijn vooraan nauw verbonden maar achteraan is hun vergroeiing aan de bovenkant diep ingekeept door een kegelvormige uitholling.
Bij het dijbeen staat de kop vrijwel haaks naar binnen op de as van de schacht, daarbij iets schuin naar voren en boven gericht. Er is een bladvormige trochanter minor met op de voorste basis nog een vrij grote extra trochanter. De vierde trochanter is een lage bult. De schacht is lichtgebouwd, recht en overdwars afgeplat. De beenstijlen naar de onderste gewrichtsknobbels zijn zwak ontwikkeld. Tussen de onderste gewrichtsknobbels ontbreekt vooraan een groeve voor de pees van de strekkende spier, een zeer basaal kenmerk. De knobbels steken ook niet overdwars buiten de breedte van de schacht uit. Op de achterzijde bevindt zich een horizontale richel tussen de binnenste knobbel en de kam van de crista tibiofibularis, de onderzijde van de fossa poplitea afsluitend. Dit is een kenmerk dat verder bij Tetanurae niet voorkomt, maar wel typerend is voor Ceratosauria.

## Fylogenie
Gualicho werd in de Tetanurae geplaatst als een lid van de Avetheropoda. Cladistische analyses leverden van elkaar afwijkende resultaten op. In een ervan was Gualicho een lid van de Carcharodontosauria, basaal in de Neovenatoridae als verwant van de Megaraptora en zustersoort van Deltadromeus. In een andere analyse was hij als zustersoort van Chilantaisaurus een vroege aftakking van de tak die naar de Coelurosauria leidde, die dan zelf neovenatoriden zouden zijn.
Het volgende kladogram toont de positie van Gualicho in de evolutionaire stamboom volgens de eerste analyse.
|  | Deltadromeus |
|  |              |
|  | Gualicho     |
|  |              |

|  | Neovenator                                                      |
|  |                                                                 |
|  | \| \| Chilantaisaurus \| \| \| \| \| \| Megaraptora \| \| \| \| |
|  |                                                                 |
|  | Chilantaisaurus                                                 |
|  |                                                                 |
|  | Megaraptora                                                     |
|  |                                                                 |

|  | Chilantaisaurus |
|  |                 |
|  | Megaraptora     |
|  |                 |

|  | Deltadromeus |
|  |              |
|  | Gualicho     |
|  |              |

|  | Neovenator                                                      |
|  |                                                                 |
|  | \| \| Chilantaisaurus \| \| \| \| \| \| Megaraptora \| \| \| \| |
|  |                                                                 |
|  | Chilantaisaurus                                                 |
|  |                                                                 |
|  | Megaraptora                                                     |
|  |                                                                 |

|  | Chilantaisaurus |
|  |                 |
|  | Megaraptora     |
|  |                 |

|  | Deltadromeus |
|  |              |
|  | Gualicho     |
|  |              |

|  | Neovenator                                                      |
|  |                                                                 |
|  | \| \| Chilantaisaurus \| \| \| \| \| \| Megaraptora \| \| \| \| |
|  |                                                                 |
|  | Chilantaisaurus                                                 |
|  |                                                                 |
|  | Megaraptora                                                     |
|  |                                                                 |

|  | Chilantaisaurus |
|  |                 |
|  | Megaraptora     |
|  |                 |

|  | Deltadromeus |
|  |              |
|  | Gualicho     |
|  |              |

|  | Neovenator                                                      |
|  |                                                                 |
|  | \| \| Chilantaisaurus \| \| \| \| \| \| Megaraptora \| \| \| \| |
|  |                                                                 |
|  | Chilantaisaurus                                                 |
|  |                                                                 |
|  | Megaraptora                                                     |
|  |                                                                 |

|  | Chilantaisaurus |
|  |                 |
|  | Megaraptora     |
|  |                 |

|  | Deltadromeus |
|  |              |
|  | Gualicho     |
|  |              |

|  | Neovenator                                                      |
|  |                                                                 |
|  | \| \| Chilantaisaurus \| \| \| \| \| \| Megaraptora \| \| \| \| |
|  |                                                                 |
|  | Chilantaisaurus                                                 |
|  |                                                                 |
|  | Megaraptora                                                     |
|  |                                                                 |

|  | Chilantaisaurus |
|  |                 |
|  | Megaraptora     |
|  |                 |

|  | Deltadromeus |
|  |              |
|  | Gualicho     |
|  |              |

|  | Neovenator                                                      |
|  |                                                                 |
|  | \| \| Chilantaisaurus \| \| \| \| \| \| Megaraptora \| \| \| \| |
|  |                                                                 |
|  | Chilantaisaurus                                                 |
|  |                                                                 |
|  | Megaraptora                                                     |
|  |                                                                 |

|  | Chilantaisaurus |
|  |                 |
|  | Megaraptora     |
|  |                 |

|  | Deltadromeus |
|  |              |
|  | Gualicho     |
|  |              |

|  | Neovenator                                                      |
|  |                                                                 |
|  | \| \| Chilantaisaurus \| \| \| \| \| \| Megaraptora \| \| \| \| |
|  |                                                                 |
|  | Chilantaisaurus                                                 |
|  |                                                                 |
|  | Megaraptora                                                     |
|  |                                                                 |

|  | Chilantaisaurus |
|  |                 |
|  | Megaraptora     |
|  |                 |

|  | Deltadromeus |
|  |              |
|  | Gualicho     |
|  |              |

|  | Neovenator                                                      |
|  |                                                                 |
|  | \| \| Chilantaisaurus \| \| \| \| \| \| Megaraptora \| \| \| \| |
|  |                                                                 |
|  | Chilantaisaurus                                                 |
|  |                                                                 |
|  | Megaraptora                                                     |
|  |                                                                 |

|  | Chilantaisaurus |
|  |                 |
|  | Megaraptora     |
|  |                 |

|  | Deltadromeus |
|  |              |
|  | Gualicho     |
|  |              |

|  | Neovenator                                                      |
|  |                                                                 |
|  | \| \| Chilantaisaurus \| \| \| \| \| \| Megaraptora \| \| \| \| |
|  |                                                                 |
|  | Chilantaisaurus                                                 |
|  |                                                                 |
|  | Megaraptora                                                     |
|  |                                                                 |

|  | Chilantaisaurus |
|  |                 |
|  | Megaraptora     |
|  |                 |

|  | Deltadromeus |
|  |              |
|  | Gualicho     |
|  |              |

|  | Neovenator                                                      |
|  |                                                                 |
|  | \| \| Chilantaisaurus \| \| \| \| \| \| Megaraptora \| \| \| \| |
|  |                                                                 |
|  | Chilantaisaurus                                                 |
|  |                                                                 |
|  | Megaraptora                                                     |
|  |                                                                 |

|  | Chilantaisaurus |
|  |                 |
|  | Megaraptora     |
|  |                 |

|  | Deltadromeus |
|  |              |
|  | Gualicho     |
|  |              |

|  | Neovenator                                                      |
|  |                                                                 |
|  | \| \| Chilantaisaurus \| \| \| \| \| \| Megaraptora \| \| \| \| |
|  |                                                                 |
|  | Chilantaisaurus                                                 |
|  |                                                                 |
|  | Megaraptora                                                     |
|  |                                                                 |

|  | Chilantaisaurus |
|  |                 |
|  | Megaraptora     |
|  |                 |

|  | Deltadromeus |
|  |              |
|  | Gualicho     |
|  |              |

|  | Neovenator                                                      |
|  |                                                                 |
|  | \| \| Chilantaisaurus \| \| \| \| \| \| Megaraptora \| \| \| \| |
|  |                                                                 |
|  | Chilantaisaurus                                                 |
|  |                                                                 |
|  | Megaraptora                                                     |
|  |                                                                 |

|  | Chilantaisaurus |
|  |                 |
|  | Megaraptora     |
|  |                 |

|  | Deltadromeus |
|  |              |
|  | Gualicho     |
|  |              |

|  | Neovenator                                                      |
|  |                                                                 |
|  | \| \| Chilantaisaurus \| \| \| \| \| \| Megaraptora \| \| \| \| |
|  |                                                                 |
|  | Chilantaisaurus                                                 |
|  |                                                                 |
|  | Megaraptora                                                     |
|  |                                                                 |

|  | Chilantaisaurus |
|  |                 |
|  | Megaraptora     |
|  |                 |

|  | Deltadromeus |
|  |              |
|  | Gualicho     |
|  |              |

|  | Neovenator                                                      |
|  |                                                                 |
|  | \| \| Chilantaisaurus \| \| \| \| \| \| Megaraptora \| \| \| \| |
|  |                                                                 |
|  | Chilantaisaurus                                                 |
|  |                                                                 |
|  | Megaraptora                                                     |
|  |                                                                 |

|  | Chilantaisaurus |
|  |                 |
|  | Megaraptora     |
|  |                 |

|  | Deltadromeus |
|  |              |
|  | Gualicho     |
|  |              |

|  | Neovenator                                                      |
|  |                                                                 |
|  | \| \| Chilantaisaurus \| \| \| \| \| \| Megaraptora \| \| \| \| |
|  |                                                                 |
|  | Chilantaisaurus                                                 |
|  |                                                                 |
|  | Megaraptora                                                     |
|  |                                                                 |

|  | Chilantaisaurus |
|  |                 |
|  | Megaraptora     |
|  |                 |

|  | Deltadromeus |
|  |              |
|  | Gualicho     |
|  |              |

|  | Neovenator                                                      |
|  |                                                                 |
|  | \| \| Chilantaisaurus \| \| \| \| \| \| Megaraptora \| \| \| \| |
|  |                                                                 |
|  | Chilantaisaurus                                                 |
|  |                                                                 |
|  | Megaraptora                                                     |
|  |                                                                 |

|  | Chilantaisaurus |
|  |                 |
|  | Megaraptora     |
|  |                 |